# Maria de Boulogne
Maria I (n. 1136 – d. 25 iulie 1182, Saint Austrebert, Montreuil) a fost suo jure contesă de Boulogne între 1159 și 1170.

## Primii ani
Maria a fost fiica mai mică a regelui Ștefan al Angliei cu soția sa Matilda de Boulogne. Ea s-a născut în 1136, la un an după ce tatăl ei a succedat pe tronul Angliei. Domnia acestuia va fi marcată de un prelungit război civil, în care s-au purtat mai multe bătălii pentru coroana Angliei, care era pretinsă și de verișoara sa, Maud. 
Ea a avut trei frați, Eustațiu, Guillaume (ambii deveniți, pe rând, conți de Boulogne), Balduin, și o soră, Matilda. Ea mai avea și alți frați nelegitimi de pe urma relației tatălui lor cu o doamnă normandă cunoscută sub numele de Dameta. Maria a devenit novice la prioria de Lillechurch din Kent, ulterior transferându-se la abația Romsey din Hampshire. Abația fusese restaurată de unchiul Mariei, Henric de Blois, devenit episcop de Winchester. Ea a devenit astfel călugăriță la Romsey, cândva între 1148 și 1155, în acest din urmă an devenind abatesă de Romsey, la un an după moartea tatălui ei și urcarea pe tronul Angliei al fiului pretendentei Maud, Henric al II-lea. Fratele ei Guillaume preluase deja succesiunea tatălui lor.
Circa patru ani mai târziu, în 11 octombrie 1159, fratele ei Guillaume a murit în Toulouse. Dat fiind că mariajul acestuia cu Isabela de Warenne nu a produs copii, Maria, singura soră supraviețuitoare a sa, a succedat ca suo jure contesă de Boulogne.

## Răpirea și căsătoria forțată
Matei de Alsacia a răpit-o pe Maria din abație în 1160 și a forțat-o să îl ia de soț, în încălcarea jurămintelor ei religioase. Matei a devenit astfel jure uxoris conte de Boulogne și co-guvernator al comitatului. În 18 decembrie 1161, papa Alexandru al III-lea a scris o epistolă către arhiepiscopul de Rheims, în care a pus problema răpirii Mariei de către Matei de Alsacia și căsătoria lor prin constrângere. Din această căsătorie au rezultat două fiice:
- Ida (n. 1160/1161 – d. 21 aprilie 1216), căsătorită mai întâi cu Gerard de Guelders; a doua oară cu contele Berthold al IV-lea de Zähringen; iar a treia oară cu contele Reginald de Dammartin, cu care a avut o fiică, Matilda a II-a de Boulogne, care o va succeda la conducerea comitatului.
- Matilda (n. 1170 – d. 16 octombrie 1210), căsătorită în 1179 cu ducele Henric I de Brabant, cu care a avut șapte copii.

Căsătoria Mariei cu Matei a fost anulată în 1170. Este același an în care ea a născut pe cea de a doua fiică a lor, Matilda, petrecută la Louvain. Ca urmare a anulării, Maria a reintrat în viața religioasă ca o călugăriță benedictină la Saint Austrebert, în Montreuil, unde a încetat din viață la 25 iulie 1182 la vârsta de circa 46 de ani. Fostul ei soț, Matei a continuat să se afle la conducerea comitatului de Boulogne până când a murit, în 1173, moment în care fiica mai mare, Ida a preluat succesiune ca și contesă. După moartea fiicei Idei, Matilda a II-a, comitatul a ajuns până la urmă în mâinile Adelaidei, fiica Matilda a II-a.